# Pierre-François Lacenaire
Pierre-Francois Lacenaire (20. prosince 1803, Lyon - 9. ledna 1836, Paříž) byl francouzský básník a zločinec.

## Životopis
Lacenaire se už v raném věku bouřil proti buržoazii, z níž pocházel, a byl vyloučen z jezuitské koleje. Ve svých spisech vedl kampaň proti církvi, armádě a společnosti a nakonec byl vsazen do vězení. Tam potkal dva zločince Victora Avrila a Françoise Martina, s nimiž začala jeho kariéra násilného zločince.
Během svého pobytu ve vězení četl francouzské klasiky, psal poezii a přijímal zástupce tisku. Dopisoval si s literáty a dovolil vědcům změřit svou lebku a sejmout mu obličejovou masku. Lacenaire napsal své paměti mezi svým rozsudkem smrti v listopadu 1835 a popravou v lednu 1836. Ve svých pamětech popisuje motivy svých vražedných činů, odsuzuje egoismus lidí i pokrytectví a prolhanost dvorské společnosti své doby, která ho dohnala ke zločinům.

## Dílo
- Mémoires, révélations et poésies de Lacenaire, écrits par lui-même à la Conciergerie. Paris 1836
- Mémoires de Lacenaire, avec ses poèmes et ses lettres. Éditions Albin Michel, 1968
- Mémoires, Éditions du Boucher 2002. ISBN 2-84824018-0